# Basilica di San Martino (Bologna)

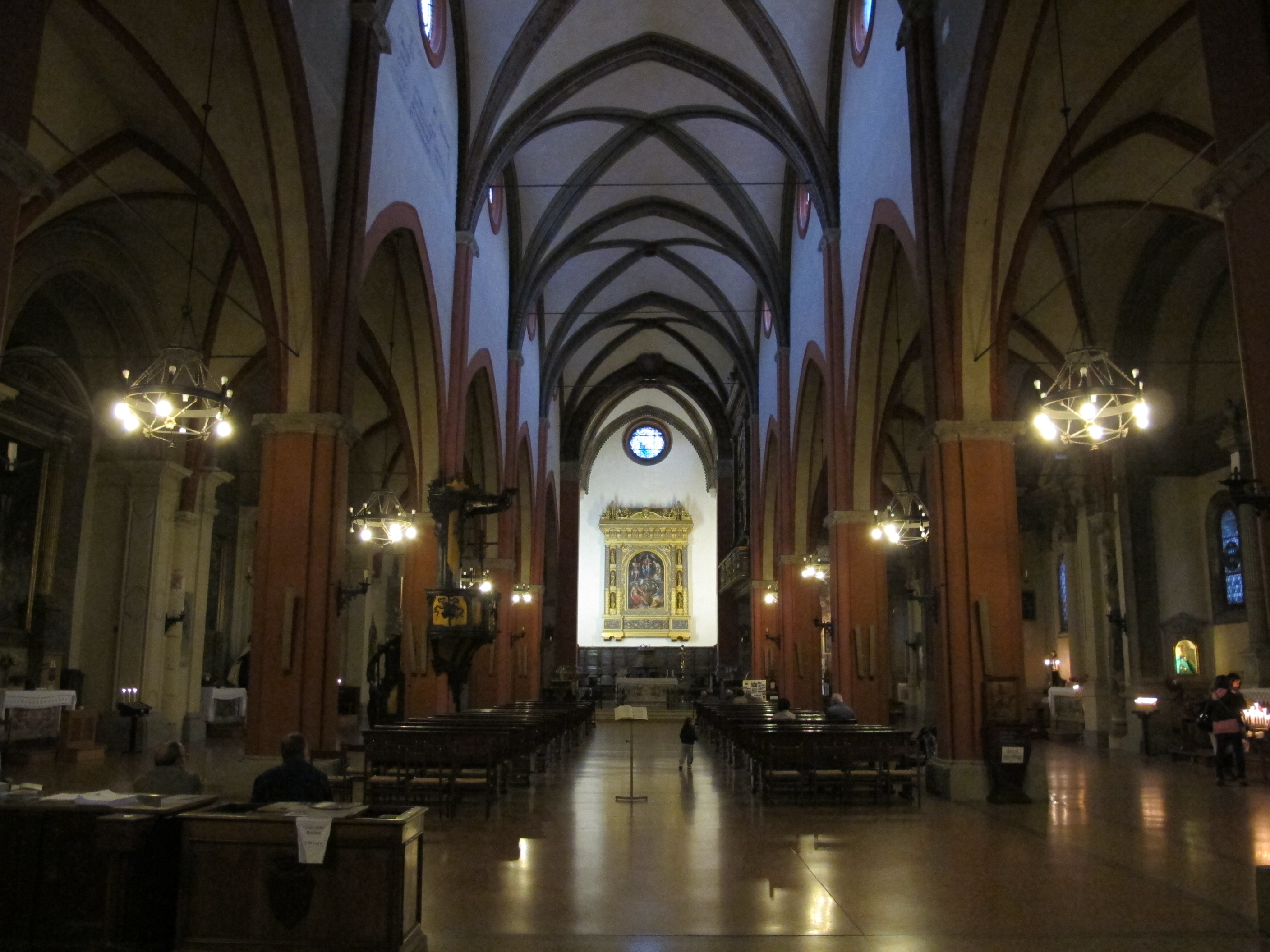
Interno

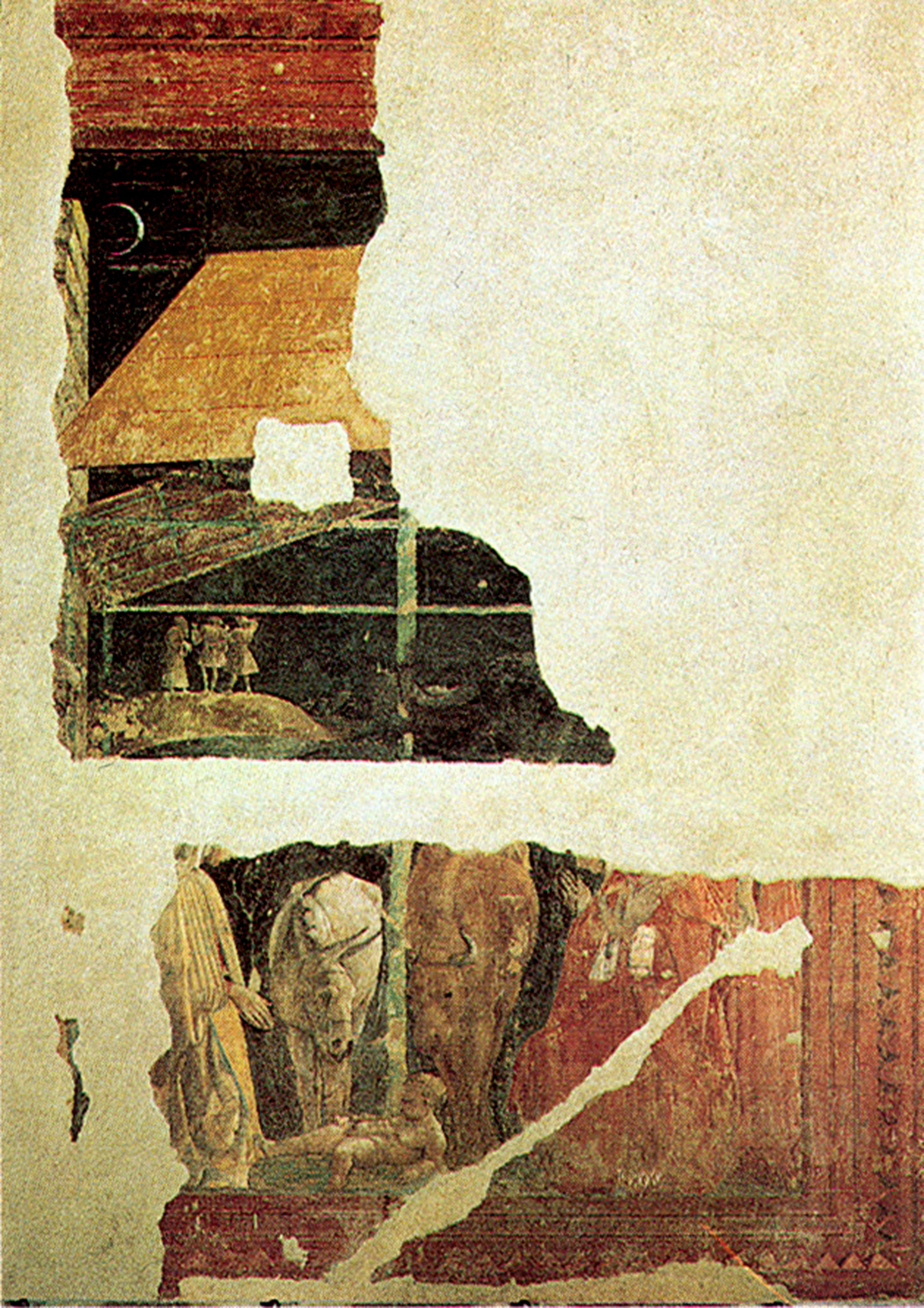
Natività di Paolo Uccello (1437)

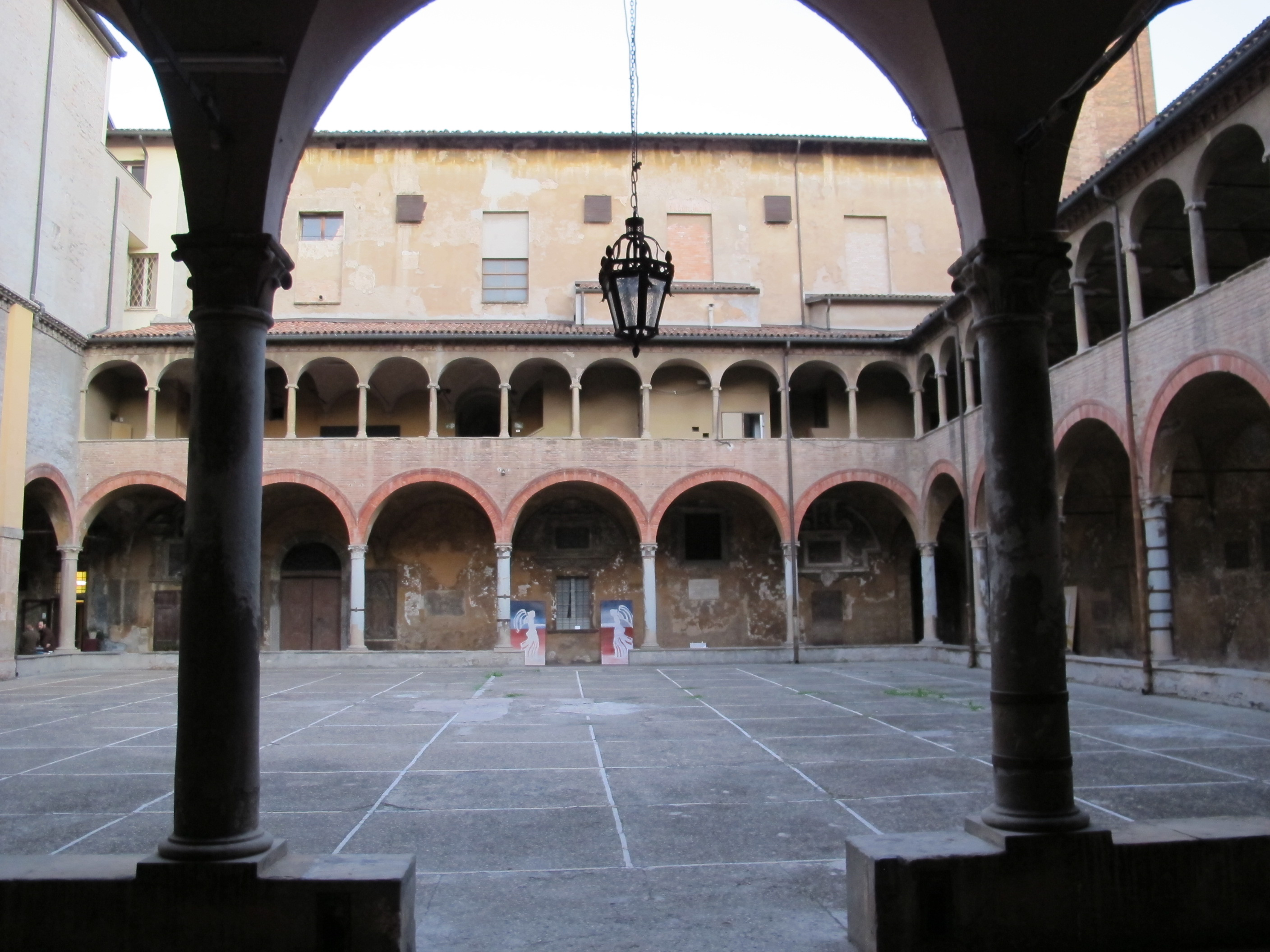
Il chiostro

La basilica di San Martino Maggiore si trova nell'omonima piazza nel centro storico di Bologna. Costituisce una parrocchia retta dai padri carmelitani. Nell'agosto del 1941 papa Pio XII l'ha elevata alla dignità di basilica minore.

## Storia
Venne fondata nel 1227 e concessa ai monaci Carmelitani nel 1293. Rielaborata più volte dal Tre al Cinquecento, ebbe la facciata rifatta nel 1879 su disegno di Giuseppe Modonesi. Più antico resta il portale sul fianco destro, detto dei Boncompagni, che conserva una lunetta decorata da un rilievo di San Martino, opera di Francesco Manzini (1531). Il campanile antico ha la cella campanaria rifatta nel Settecento.

## Interno
L'interno presenta forme gotiche, con tre navate divise da pilastri e archi ogivali, che reggono volte a crociera costolonate.

### Altare maggiore
L'abside, un tempo poligonale, ma ridotta a forma quadrata nel 1929, è decorata da una Madonna col Bambino, santi e il committente Matteo Malvezzi di Girolamo Siciolante da Sermoneta (1548), all'interno di una maestosa cornice del Formigine (1554). Qui si trova l'organo antico costruito da Giovanni Cipri nel 1556, in una mostra lignea di Giacomo Marcoaldi e restaurato da Franz Zanin di Camino al Tagliamento (UD).

### Navata sinistra
La prima cappella della navata sinistra ha forme toscane e venne eretta da Giovanni da Brensa nel 1506. Vi si conservano una tavola di Francesco Francia sull'altare (Madonna col Bambino e santi), autore anche dello scomparto di predella col Cristo e della cimasa con una Pietà. Il paliotto a monocromo è invece opera di Amico Aspertini e mostra la Deposizione. Sulla parete destra si trova la frammentaria Adorazione del Bambino di Paolo Uccello (1437), rara traccia del primo rinascimento toscano in Emilia, che venne casualmente rinvenuto in sagrestia e qui collocato dopo un restauro. Alla parete sinistra invece, su un piccolo piedistallo, la Madonna del Carmine in terracotta di Jacopo della Quercia. L'affresco di Elia profeta è di Alessandro Guardassoni.
La terza cappella contiene un crocifisso con santi di Bartolomeo Cesi, la quarta un San Girolamo di Ludovico Carracci (1591), mentre la quinta una tavola di Lorenzo Costa con l'Assunta (1506).
Più avanti tracce dell'antica chiesa trecentesca, con una Madonna immacolata di Simone dei Crocifissi e una serie di affreschi frammentari di Vitale da Bologna che mostrano, fra l'altro, Abramo che accogli sotto il suo manto i beati, oltre a un gruppo di dannati e uno di apostoli.
Chiude la navata una cappella di testa, detta del Battistero, che contiene due colonne romaniche e un trittico di scuola bolognese del primo Quattrocento. Vicino si trova l'accesso alla sagrestia (importanti tele seicentesche) e al campanile.

### Navata destra
La prima cappella della navata destra è riccamente decorata da rilievi di Bernardino da Milano (capitelli, pilastri e balaustra), e da una pala d'altare con l'Adorazione dei Magi di Girolamo da Carpi. La quarta ha un affresco con la Madonna col Bambino di Lippo di Dalmasio, al quale segue, sul pilastro verso la cappella seguente, una frammentaria Crocifissione attribuita a Vitale da Bologna. La quinta ha una Madonna col Bambino e santi tra le più riuscite di Amico Aspertini, databile al 1510-1515.
Chiude la navata in testa una cappella riccamente decorata in forme barocche su disegno di Alfonso Torreggiani (1773). La cupoletta è affrescata con la Madonna del Carmine che dona lo scapolare a san Sime Stock, un tema tipicamente carmelitano, dipinto da Vittorio Bigari; all'altare una scultura lignea della Madonna col Bambino di Guglielmo Bergognone, colorita dal Guercino; sulla parete destra il Martirio di sant'Orsola di Giovan Giacomo Sementi e su quella sinistra San Carlo e altri santi di Alessandro Tiarini.

## Chiostro
Il Chiostro dei Morti, è porticato su quattro lati e venne realizzato nel 1511 su disegno di Giovanni da Brensa.
Campanile e Campane
Sopra al chiostro, sul lato sinistro della Basilica, si eleva il campanile, alto una quarantina di metri, dalle linee sobrie e terminante con semplice tetto a quattro falde. Sul lato ovest (quello verso piazza San Martino) appena sotto alla cella campanaria, si trova il quadrante dell'orologio a muro, purtroppo non più funzionante ma di cui resta all'interno il relativo meccanismo. Le scale di salita sono in legno, in precarie condizioni. Nella cella campanaria, illuminata da monofore con arco a tutto sesto, si trova un concerto di 4 campane fuse da Cesare Brighenti nel 1949, in tonalità Lab3 maggiore (Lab3-Sib3-Do4-Mib4). Un tempo il concerto era suonabile manualmente col tipico sistema di suono "a doppio" alla bolognese da parte dei maestri campanari, in uso nelle feste principali sui campanili della città e dell'arcidiocesi. Negli anni '60 un intervento di elettrificazione totale ha purtroppo precluso irreversibilmente questa possibilità modificando il sistema di montaggio delle campane e rendendole atte al solo suono "a distesa" a slancio per l'esecuzione dei segnali per le funzioni religiose, e nelle suonate "a carillon" (melodie religiose, allegrezze, simulazioni di doppi bolognesi, ecc.) mediante gli elettrobattenti installati in prossimità delle campane stesse. Resta la possibilità del suono "a scampanio" mediante la percussione dei battagli mediante appositi cordini azionati da una sola persona, seduta in cella campanaria.